# Лучано Ре Чекконі
Лучано Ре Чекконі (італ. Luciano Re Cecconi, 1 грудня 1948, Нерв'яно — 18 січня 1977, Рим) — колишній італійський футболіст, півзахисник. Був відомий за прізвиськом «білявий ангел» (італ. l'Angelo Biondo) через досить рідкісний для італійців колір волосся.
Насамперед відомий виступами за клуби «Фоджа» та «Лаціо». Чемпіон Італії.
Трагічно загинув увечері 18 січня 1977 року в Римі через невдалу спробу розіграшу — імітував пограбування ювелірного магазину і був застрелений його власником.

## Клубна кар'єра
Вихованець футбольної школи клубу «Про Патрія». Дорослу футбольну кар'єру розпочав 1967 року в основній команді того ж клубу, в якій провів два сезони, взявши участь у 36 матчах чемпіонату.
Своєю грою за цю команду привернув увагу представників тренерського штабу клубу «Фоджа», до складу якого приєднався 1969 року. Відіграв за команду з Фоджі наступні три сезони своєї ігрової кар'єри. Більшість часу, проведеного у складі «Фоджі», був основним гравцем команди.
1972 року перейшов до клубу «Лаціо», за який відіграв 4 повні сезони. Граючи у «Лаціо» також здебільшого виходив на поле в основному складі команди. За цей час виборов титул чемпіона Італії. Грав за команду римського клубу до своєї трагічної загибелі у січні 1977 року.

## Смерть
Увечері 18 січня 1977 року Лучано Ре Чекконі з товаришем по команді П'єтро Гедіном супроводжували свого друга, римського парфумера Джорджо Фратиччолі до ювелірного магазину Бруно Табоккіні в Римі, куди той мав доставити кілька зразків парфумів. Коли друзі зайшли до магазину, Лучано вирішив пожартувати і крикнув: «Стояти, це пограбування!». Бруно Табоккіні, чий магазин вже двічі впродовж року намагались пограбувати, швидко дістав «вальтер» калібру 7,65 мм та вистрілив. Куля потрапила футболісту в груди. Його швидко доставили до лікарні, але врятувати Лучано не вдалося, того ж вечора він помер. Бруно Табоккіні, що вбив спортсмена, не був засуджений. Суд вирішив, що самозахист ювеліра був виправданим.

## Виступи за збірну
1974 року дебютував в офіційних матчах у складі національної збірної Італії. Протягом кар'єри у національній команді, яка тривала усього 1 рік, провів у формі головної команди країни 2 матчі. У складі збірної був учасником чемпіонату світу 1974 року у ФРН, в матчах якого, втім, на поле не виходив.
| Дата       | Місто  | Господарі | Результат | Гості    | Турнір           | Голи | Примітки |
| ---------- | ------ | --------- | --------- | -------- | ---------------- | ---- | -------- |
| 28/09/1974 | Загреб | Югославія | 1 – 0     | Італія   | товариський матч | -    |          |
| 29/12/1974 | Генуя  | Італія    | 0 – 0     | Болгарія | товариський матч | -    |          |
| Усього     |        | Матчів    | 2         |          | Голів            | -    |          |

## Титули і досягнення
- Чемпіон Італії (1):

«Лаціо»: 1973–74